# Eupeodes erasmus
Eupeodes erasmus är en tvåvingeart som beskrevs av He 1992. Eupeodes erasmus ingår i släktet fältblomflugor, och familjen blomflugor. Inga underarter finns listade i Catalogue of Life.